# Сан-Мартіно-Буон-Альберго
Сан-Мартіно-Буон-Альберго, Сан-Мартіно-Буон-Альберґо (італ. San Martino Buon Albergo, вен. San Martin Bon Albergo) — муніципалітет в Італії, у регіоні Венето,  провінція Верона.
Сан-Мартіно-Буон-Альберго розташований на відстані близько 410 км на північ від Рима, 100 км на захід від Венеції, 9 км на схід від Верони.
Населення — 14 829 осіб (2014).
Щорічний фестиваль відбувається 11 листопада. Покровитель — святий Мартин.

## Демографія
Населення за роками:

Станом на 1 січня 2023 року в муніципалітеті офіційно проживало 2220 іноземців з 70 країн, серед них 764 громадяни країн Євросоюзу та 9 громадян України.

## Уродженці
- Уго Поццан (*1929 — †1973) — італійський футболіст, півзахисник, згодом — футбольний тренер.

## Сусідні муніципалітети
- Кальдієро
- Лаваньйо
- Меццане-ді-Сотто
- Сан-Джованні-Лупатото
- Верона
- Дзевіо